# Marian Boyer
Marianne Eveline (Marian) Boyer (Amsterdam, 27 februari 1954 – aldaar, 16 juli 2013) was een Nederlandse actrice en auteur.
Ze was een dochter van Jean Charles Boyer (1903-1968) en Nelly van Rouveroy van Nieuwaal (1911-1993). Ze was zuster van mimespeler Luc Boyer en fotograaf Maurice Boyer.
Boyer groeide op in een Indisch gezin in Slotermeer, als jongste van acht kinderen en ging in Amsterdam naar de Theaterschool. Ze werkte tot 1990 als actrice en regisseur bij theatergezelschappen als Projekttheater/Art & Pro, Onafhankelijk Toneel en Maatschappij Discordia. Vanaf 1991 schreef Boyer toneel: veertien stukken van haar hand werden opgevoerd. Sinds 2001 publiceerde ze proza. Boyer richtte in 2002 het Platform Onafhankelijke Theaterauteurs op waarvan zij artistiek leider was tot 2009. Daarnaast was Boyer actief als docent dramaschrijven aan de Hogeschool voor de Kunsten Utrecht. Ze overleed op 59-jarige leeftijd, na een slopende ziekte.
De verhalenbundel Een kleine storm verscheen bij uitgeverij De Geus in 2009, na de romans Fantastisch lichaam (2005) en haar debuut Het engelentransport (2001). Sinds 2010 publiceerde Boyer de online-reeks Keukengeheimen; wekelijkse notities over koks van overzee. De reeks vond een papieren vervolg in cultureel culinair magazine Bouillon. Korte verhalen van haar verschenen onder andere in De Revisor en Torpedo Magazine. Boyers roman Een geslaagd leven verscheen januari 2013, opnieuw bij Uitgeverij De Geus. 

## Publicaties (verkort)
- Toneel, vier stukken, IT&FB, Amsterdam 1998
- Het engelentransport, roman, augustus 2001, De Geus
- Alexandr Tzulukidze, kort verhaal in 100 Uitzichten op Amsterdam, verzamelbundel, J.M. Meulenhoff 2001
- Fantastisch lichaam, roman, april 2005, De Geus
- Ll-Tribune, geschiedenis in brieven, St.Ll-Tribune, 2005
- Altijd februari, toneelstuk in BOEKWERK NO 1, verzamelbundel IT&FB, mei 2006.
- Aaibare toestand, kort verhaal in Ongebonden, verzamelbundel De Geus, juni 2006.
- Een kleine storm, verhalenbundel, augustus 2009, De Geus
- Het duiven-evenwicht / John West en AU, toneelstukken, De Nieuwe Toneelbibliotheek 2009.

## Nominaties, prijzen
- Gebied (samen met Pamela Koevoets) winnaar Mr. H.G. van der Viesprijs van de Vereniging voor Letterkundigen
- Helle kijkers genomineerd voor de Taalunie Toneelschrijfprijs.
- Rauw genomineerd voor de Taalunie Toneelschrijfprijs.
- Het engelentransport genomineerd voor de Geert Jan Lubberhuizen/Marten Toonderprijs en de Vrouw & Kultuur Debuutprijs
- Marian Boyer en het Platform Theaterauteurs worden onderscheiden met de VvL Penning 2010

## Filmografie
- 1980 – Spetters (als Maya)
- 2007 – Dennis P. (Moeder Tiffany)

- Digitale Bibliotheek voor de Nederlandse Letteren: boye003
- Gemeinsame Normdatei: 138339813
- International Standard Name Identifier: 0000 0000 7886 3181
- Library of Congress Control Number: n2002037503
- Nederlandse Thesaurus van Auteursnamen: 148737129
- Système universitaire de documentation: 226314758
- Virtual International Authority File: 41199103
- WorldCat: E39PBJdmgbMFfMKdg6hdCFBF8C